# ジョナベルファーム
ジョナベルファーム（Jonabell Farm）は、アメリカ合衆国ケンタッキー州レキシントンにある種牡馬の繋養を行う牧場である。ダーレーグループが購入以後はダーレーグループの所有していた種牡馬の繋養が中心となっている。1991年から2001年までアメリカ三冠馬のアファームドが繋養されていたことでも有名な牧場でもある。

## 歴史
- 1946年 - ジョン・ベル3世（John A. Bell III）によって設立。
- 1954年 - ケンタッキー州レキシントンに移転。
- 2001年 - ダーレーグループが購入。

## 主な繋養馬
※2025年
- Enticed / エンタイスド（2020年 - ）
- Frosted / フロステッド（2017年 - ）
- Hard Spun / ハードスパン
- Medaglia d'Oro / メダグリアドーロ
- Midshipman / ミッドシップマン
- Nyquist / ナイキスト（2017年 - ）
- Street Sense / ストリートセンス（2008年 - 2012年、2014年 - ）
- EssentialQuality / エッセンシャルクオリティ
- MaxField / マックスフィールド
- MysticGuide / ミスティックガイド
- スピーカーズコーナー
- Cody's Wish / コディーズウィッシュ(2024年 - )
- Proxy / プロクシー(2024年 - )

### 過去の繋養馬
- Astern / アスターン（2018年 - ）
- Affirmed / アファームド（1991年 - 2001年死亡）
- Animal Kingdom / アニマルキングダム （2014年 - 2019年）
- Cherokee Run / チェロキーラン（1996年 - ?）
- Consolidator / コンソリデイター（2006年 - ?）
- E Dubai / イードバイ（2003年 - ?）
- Girolamo / ジローラモ
- Offlee Wild / オフリーワイルド（2006年 - ?）
- Holy Bull / ホーリーブル（1996年 - 2017年死亡）
- Henny Hughes / ヘニーヒューズ（2007年 - 2012年）
- Rockport Harbor / ロックポートハーバー（2007年 - ）
- Desert Party / デザートパーティ
- Quiet American / クワイエットアメリカン（? - ）
- Any Given Saturday / エニーギヴンサタデー（2008年 - ）
- Regal Ransom / リーガルランサム
- Street Cry / ストリートクライ（2003年 - ）
- Street Boss / ストリートボス（2009年 - ）
- Lonhro / ロンロ
- Denman / デンマン
- Discreet Cat / ディスクリートキャット（2008年 - 2016年）[1]
- Elusive Quality / イルーシヴクオリティ（2007年 - ）
- Bernardini / バーナーディニ（2007年 - 2021年）